# Trattrussling
Trattrussling (Rhodocybe parilis) är en svampart som tillhör divisionen basidiesvampar. Den beskrevs först av Elias Fries och fick sitt nu gällande namn av Rolf Singer. Trattrussling ingår i släktet Rhodocybe och familjen Entolomataceae. Arten är reproducerande i Sverige.